# Gavialimimus
Gavialimimus almaghribensis
Genre
Espèce
Gavialimimus (littéralement « imitateur de gavial ») est un genre fossile de mosasauridés de la sous-famille de plioplatecarpinés ayant vécu le Crétacé supérieur (Maastrichtien) dans ce qui est actuellement l'Afrique du Nord. Une seule espèce est connue, Gavialimimus almaghribensis, décrite en 2020 à partir de restes fossiles découverts au sein du bassin d'Ouled Abdoun, au Maroc.

## Présentation
Gavialimimus est un mosasaure de taille moyenne, étant estimée à environ 6 m de long. Le taxon possède une morphologie crânienne remarquablement similaire à celle des gavials (comme l'indique son nom), indiquant qu'il aurait occupé la niche d'un grand piscivore. Grâce à cette spécialisation, Gavialimimus a donc pu coexister avec plusieurs autres grandes espèces de mosasaures dans la même zone. 

## Historique des recherches
Le spécimen holotype, catalogué MHNM.KHG.1231, fut découvert dans la Couche III du bassin d'Ouled Abdoun, au Maroc, un site datant du stade Maastrichtien du Crétacé supérieur. Ce dernier consiste en un crâne articulé et complet à l'exception du chondrocrâne, une mandibule partiel, d'un os carré droit incomplet et des os ptérygoïdes, avec des éléments postcrâniens incluant les humérus et les vertèbres. 
Le nom de genre Gavialimimus vient de l'hindi घड़ियाल / ghadiyaal « gavial » et du grec ancien μῖμος / mîmos « imitateur », le tout formant un mot-valise voulant littéralement dire « imitateur de gavial », le nom de ce taxon faisant référence à la morphologie convergente avec celle du crocodilien du même nom. L'épithète spécifique almaghribensis vient du nom en arabe du Maroc, arabe : ٱلْمَغْرِب (al-Maġrib), et du latin ensis, voulant dire « qui vit », « qui habite », en référence au pays d'où à vécu l'animal.